# 독일당

독일당(독일어: Deutsche Partei)은 1947년부터 1961년까지 존속했던 국민보수주의 정당이다. 콘라트 아데나워 내각에서 연립 여당으로 참여했다. 1961년 총선에서 전의석을 잃었다.